# 式神の城
『式神の城』（しきがみのしろ）は、アルファ・システムが製作した強制縦スクロール方式のシューティングゲームのシリーズ、またはその第1作目のタイトルならびにこれを原作としたメディアミックス作品である。2008年（平成20年）現在、最新作『式神の城III』が2006年（平成18年）2月下旬にリリース・稼動している。なお、アルファ・システム製作の他作品（『高機動幻想ガンパレード・マーチ』など）と世界観においてリンクしている（並行世界。無名世界観参照）。本作品の世界は第六世界群の1つ（通称・式神世界）。

## システム

### 操作方法
8方向レバー、2ボタン（ショット、ボム）でプレイヤーを操作する。

### キャラクター選択
プレイヤーは通常攻撃、式神攻撃、特殊攻撃、移動スピードが異なる複数のキャラクターから1人、自機を選択する。『II』以降はキャラクターごとに性能が異なる壱式・弐式の選択も追加された。各キャラクターには個別のバックストーリーが存在し、プレイ開始直後、ステージ開始前後にストーリーデモが挿入される。

### 基本的なシステム
点数稼ぎは敵を破壊する際に出るコインを回収することでおこなわれる。コインは取得し続けることで10×獲得した枚数分のスコアを入手できる（最大10000点）。また、ダメージを受けるとリセットされる。
初期段階では自機のライフ3個、特殊攻撃の弾が3個ある。ダメージを受けるとライフが減少し、特殊攻撃の弾が1つ増加する。ライフは一定のスコアを獲得する度に1つ増加し、このとき特殊攻撃も1つ増加する。なお、ライフは3個、特殊攻撃は5個までしか保有できない。
自機の当たり判定はキャラクターの中心にあるため、自機のグラフィックと敵や敵弾が重なった場合でも、中心部に当たらない限りミスとはならない。
ザコ敵は耐久力に多少の差があり、必ず1発で倒せるわけではない。ボス戦時にはボス用のライフゲージが出現し、ゲージをすべてなくすことでボスを撃破することができる。
制限時間が存在し、0になるとミスにならない代わりに画面上に赤い鬼が無数に出現する。この赤い鬼は永久パターン防止措置の役割のため攻撃は一切通用せず、触れるとミスとなる。制限時間はボスを撃破することで一定量回復するため、ボスを早期に撃破することでしか出現を防ぐことはできない。

### 各種攻撃
攻撃は通常攻撃、式神攻撃、特殊攻撃の3種類がある。キャラクターごとに攻撃範囲、威力などが異なる。
通常攻撃（ショット）
速射性が高い攻撃。比較的広範囲に攻撃できるため、これを中心に戦うことで自身の安全を確保することができる。
また、テンション・ボーナス・システムの最大時にはハイテンション攻撃となり、発射速度と威力が上昇する。
式神攻撃
攻撃中の移動スピードが下がる代わりに、出現したコインを自動回収してくれる攻撃。
特殊攻撃
いわゆるボム。持っている弾数だけ使用でき、使用中は自機が無敵化する。

### テンション・ボーナス・システム
テンション・ボーナス・システムは『式神の城』特有のシステムで、通称T.B.S。
自機の中心部分（当たり判定）に敵や敵弾が近いときに敵を撃破するとボーナスを得ることができる。当たり判定と敵弾などとの距離が近ければ近いほどよりボーナスを得ることができ、最大8倍まで増加する。通常攻撃では入手得点が増加し、式神攻撃時ではさらに出現コイン数が増加する。

## 式神の城
式神の城は2001年にアーケードに登場した。アルファ・システム初のアーケード作品でもある。
2002年にはタイトーからPlayStation 2版が、メディアクエストからXbox版がそれぞれ発売された。

### 舞台設定
2005年7月、東京にて女性の体の一部を刃物で抉り殺害するという連続猟奇殺人事件が起きた。検死により、20時間前後をかけて生きながら殺されたことが判明。この事件は特定犯罪第568号（通称・式神の城事件）に認定される。
プレイヤーは、32番目の事件現場から始めることとなる。

### 主要登場人物
登場する全てのキャラに「表設定」と「裏設定」が存在し、アルファシステムの他作品とリンクした設定が多いのが特徴。
玖珂光太郎（くが こうたろう）
声：松本芳和
この物語の主人公、高校生探偵の少年である。学ランを着込み、その内側には呪符を忍ばせている。式神は食人鬼・ザサエさん。
通常攻撃
正面のみを攻撃する。
式神攻撃“食人鬼ザサエさん”
最も近くの敵一体に取り憑き、連続攻撃を加える。1体ずつの単体攻撃であることに加えて威力が低いため敵の多い場面に弱いが、避けに専念できる。敵がいない場合、ザサエさんは光太郎の位置に戻る。
特殊攻撃“御札トラップボム”
円形に爆風を拡げる、スタンダードなボンバー。爆発の中心部ほど攻撃力が高い。
結城小夜（ゆうき さよ）
声：井芹誉子
四羽女体神社の巫女。自我を捨て魔道兵器としての研鑽を積み「あしきゆめ」を倒し、殲滅した後は自害することだけが存在意義。山奥で世俗から隔離された生活を送っているため常識に疎い。式神はカラスのような姿をした怪鳥ヤタ。
通常攻撃
正面を扇状にカバーする多方向弾。ハイテンション時には貫通性能が付加される。
式神攻撃“怪鳥ヤタ”
小夜の周囲を回転する。小さい敵弾を消すことができ、威力も高い。テンションボーナスシステムと相性がよく、高得点を狙いやすい。
特殊攻撃“光鴉陣”
画面全体をワイプするように攻撃する。

日向玄乃丈（ひゅうが げんのじょう）
声：宮崎裕也
警察にも裏家業にも顔が利く、サングラスをかけた黒スーツに黒いソフト帽のニヒルでダンディーな探偵。獣人の血を引いており、感情が高ぶると狼へと変身する。被害者の少女の霊の依頼で、暗躍する組織の儀式魔術を阻止するべく動く。
通常攻撃
波状に交差しながら飛ぶ弾。画面端や障害物の近くでは弾が消えてしまうという欠点がある。
式神攻撃“大神雷球”
手元の雷球から、前方に雷球を3つ配置する。雷球は触れた敵を破壊するまでロックし続ける。手元の雷球にロック効果はないが、攻撃判定は存在する。
特殊攻撃“大神変化”
無敵状態での連続体当たり。速度がやや遅いため、素早い敵を捕らえられないことがある。

ふみこ・オゼット・ヴァンシュタイン
声：水田のり子
丸眼鏡をかけたドイツ出身、ナチスドイツ時代からの命令を遵守する軍人にして魔女。万能執事のミュンヒハウゼン44世を連れて重火器と衛星レーザーを操る。
通常攻撃
レバーを左右に入れると、その方向に射角が傾く高速連射弾。
式神攻撃“サテライトレーザー”
ボタンを押し続ける間照準が出現し、放した時点で照準のある位置に高威力のレーザーを降らせる。攻撃中はレバー操作で照準を操作するため、ふみこ自身はその場で動けなくなる。
特殊攻撃“地獄の炎”
画面全体を覆う炎の列。

金大正（キム デジョン）
声：宇都大作
在日韓国人の儒教の道士。表向きはテコンドーの師範だったが、弟子の一人が事件に巻き込まれて殺され復讐を決意する。
特殊なギターケースに仁王剣と呼ばれる剣と多数の重火器を入れて持ち歩いている。ヤクザを脅して重火器を手に入れたため、警察に犯罪者として追われている。
通常攻撃
前方ショットとホーミング弾の組み合わせ。
式神攻撃“仁王剣”
金の周囲に最大3本の剣が出現し、レバーで回転する。非常に威力が高い。
特殊攻撃“一斉射撃”
前方にマシンガンを連射し、誘導ミサイルを発射する。使用後の無敵時間が他のキャラに比べて極端に短いため、使用には注意が必要。

???
隠しキャラクター。公開されるまではタイトル画面でコマンドを入力しなければ使えない。
生き別れになった夫を探し、別世界から「この世界」にやってきた、"聖銃使い"と呼ばれる謎の女性。ゲーム中でセリフは一切無い。
このキャラクターに限って特殊攻撃の弾が1発のみで、1プレイ中には弾が増加しない。そのかわり、ほぼ全ての敵を一撃で倒すことができる。また、レバーを8方向いずれかに素早く2回入力すると、特殊な動作で素早く移動する。
通常攻撃“雷虎零式”
ホーミング弾。
式神攻撃“炎鳳零式”
ふみこの式神攻撃と同様だが、攻撃範囲が広い代わりに威力はやや低い。
特殊攻撃“N.E.P”
前方に超高威力のレーザーを発射する。1プレイ中1回しか使用できず、1プレイ中には弾が増加しない。そのかわり、ほぼ全ての敵を一撃で倒すことができる。
N.E.Pというのは“Null Erinco-Gate-Point Pursuer”の略であり、非エリンコゲート点空間追跡機というのが正式名称である。『高機動幻想ガンパレード・マーチ』にも同様の兵器が存在する。

敵キャラクター
悪美代子（STAGE1ボス）
生前の名は遠藤美代子。アイドル歌手で、芸名は工藤美代子。子役としてデビューして以来人気アイドルとなっていたが、マネージャーの男性との婚約発表直前に所属事務所の手により男性は事故死。その後に自殺し、鬼となる。
実は土着の神である精神寄生体が死体を利用しさも美代子本人の人格であるかのように振舞っているだけで、生前の彼女とは別の意思である。
醜藤島（STAGE2ボス）
本名は藤島貴之。陸上自衛隊第11連隊指揮官、二等陸佐。700名の部下と共に富士山麓演習場で姿を消し、腐敗した現状を変えるべく東京に出現する。
望んで精神寄生体と一体になり、護国の鬼として、神々の復活を図る。
悪浩志（STAGE3ボス）
生前の名は長谷川浩志。平凡なサラリーマンだったが、妻と10歳の娘を楽しみながら殺害した犯人が懲役7年という軽さに怒り、犯人を殺害し、逃亡。鬼となる。百鬼夜行を従える。
悪美代子と同様、土着の神が体を利用しており、もっとももらしいことを言っているだけの別思念。
悪バウマン（STAGE4ボス）
本名はリン・バウマン。年老いた俳優で、代表作は映画「正義のサムライ」。日本人の妻を亡くして空虚な時を過ごしていたが、もう一度若い体で演技をしないかと持ちかけられ、鬼となる。悪武者という巨大な鎧武者を召喚し、融合して戦ってくる。『式神の城II』以降に登場するロジャー・サスケことロイ・バウマンの祖父である。
少女（STAGE5ボス）
悪神であり、儀式魔術の完成のため今回の猟奇殺人を計画。この世界の精神寄生体（上記で鬼と称された人物）を神々の復権などの名目でそそのかし、犯行を指示した。
生前の名は日和子。蜘蛛の神であり、日向玄乃丈の恋人だった。日和子は本作とは別件で既に故人となっているが少女の肉体は日和子本人の死体ではなく、今回の事件の黒幕であるセプテントリオンという組織によって用意されたクローンで、別の世界の精神寄生体が操っている。戦いのさなかに醜少女蜘蛛という巨大蜘蛛の姿を取る。
残留思念（STAGE5-3ボス）
少女を操っていた精神寄生体であり、セプテントリオンにおいてアームワーカーという役職に就いている。少女が倒されると共に開いたゲートを通って、この世界に現われようとしていた。

### 本作のみの固有システム
コインを収集する事により、キャラクターの攻撃が4段階にパワーアップする。
ダメージを受けた際には攻撃が一段階下がるため、ミス後の立て直しがやや難しい。
ただし、パワーアップ時にはボムが一個補充される（「？？？」使用時を除く）。このため、ボムを使用できる絶対個数は、全作品を通じて最も多い（ミスした時、エクステンドした時にもボムは一個補充される）。
各ステージの道中にも制限時間が適用される
道中は決まった数の敵が出現し終わるとボスが出現し、画面内に敵がいなくなると矢継ぎ早に次の敵が登場する（いわゆる早回し）ため、ステージ道中の所要時間は一定ではない。
ステージ終了時に残り時間が加算されるため、早く敵を倒す事で大量の時間を後半のステージに持ち越す事が可能である。これを利用して、スコアを多く稼げるボス戦を、持ち越した時間で粘るという独特のプレイスタイルがあった。

### 開発
本作は元々シューティングゲームが苦手な人や初心者向けに開発された。一方、須田がもともとリスクを負いながら戦うシステムを好んでおり、このようなシステムを持ったUPLの『オメガファイター』を参考に「テンション・ボーナス・システム」を作り上げた。なお、本作の稼働当時は『サイヴァリア』が流行しており、「BUZZ」という似たシステムが取り入れられていたことから、この作品と比較されることもあったと須田は2021年のインタビューの中で明かしている。キャラクターの個性を際立たせるため、通常攻撃を全員異なるものにしたことに加え、1人当たり2種類の式神を用意した。「式神の城」1作目がタイトーの基板を使用していたため、プレイアブルキャラクターのひとりである結城小夜は、タイトーのゲーム『奇々怪界』に登場するキャラ「小夜ちゃん」をモデルとして製作された。
序盤のステージはつかみにあたるため、本作の場合はノリの良い音楽となった。
北米PlayStation 2版『Mobile Light Force 2』
北米PS2版は『ガンバード』の移植である『Mobile Light Force』の続編である『Mobile Light Force 2』として発売され、タイトル画面もオリジナルの女性3人組に差し替わっており、イベントシーンやエンディングもカットされている。ディレクターを務めた須田直樹は4Gamer.netの記事に寄せたコメントの中で、当時の発売元の担当者から「日本国外版の発売を担当するXS Gamesとしては、キャラクター性の強いシューティングゲームを「Mobile Light Force」という1つのシリーズにまとめたいと考えていた」という説明を受けたものの、市場の反応としては今一つだったことを示唆している。なお、続編である『式神の城II』は日本国外においても「Castle Shikigami 2」として発売された。

Steamへの移植
日本におけるSteamの展開にかかわっていたデジカの社員ジェームス・ラグは、とある会社の弾幕系シューティングゲームの販売にかかわる中で、照山茂行と出会い、Steam版『式神の城』を販売しようという話にもなり、同作ディレクターの須田直樹に紹介された。その際、コスモマキアーが開発する前提で交渉を進めたが、照山が須田と旧知だったこともあり、すぐに交渉はまとまった。
とはいえ、PlayStation 2とXboxに移植される際、それぞれソースコードが変更されており、これらの移植版を参考にして開発していたらアーケード版との仕様違いが判明したこともあった。実際、デバッグの段階で特定の箇所のスコア倍率がアーケード版と異なることを見抜けずに販売した結果、アーケード版の基板を所有していたラグの知り合いに指摘されて修正したと、ラグは2021年のファミ通とのインタビューの中で明らかにしている。
なお、『Mobile Light Force 2』をおまけとして収録する案もあったが、ファンの心情を害しかねないということで見送られた。

## 式神の城II
『式神の城II』は2003年にアーケードに登場した。また、同年にキッズステーションからニンテンドー ゲームキューブ版が発売され、2004年にはタイトーからPlayStation 2版、キッズステーションからXbox版、アルファ・システムからドリームキャスト版がそれぞれ発売された。また、Nintendo Switch版とSteam版の発売が2021年に発表され、Steam版が同年12月7日に、Nintendo Switch版が2023年4月13日に発売された。

### 主要登場人物
前作から続けて登場するキャラクター
性能については主な変更点のみを記述する。
本作では式神攻撃が前作同様の性能を引き継いだ壱式と、性能が異なる弐式の2パターンが用意されており、ゲーム開始前にどちらか片方を選択する。
玖珂光太郎
声：岸尾大輔（現：岸尾だいすけ）
前作の設定を引き継ぎ、自分のことは全く無関心で熱血単純バカの少年探偵。日向の弟子でもあるが高校は中退した。
式神攻撃
“弐式”は、式神攻撃を発動させた位置（マーキングされる）に近い敵を優先的に攻撃するようになる。
結城小夜
声：堀江由衣
光太郎の影響で自我に目覚め、光太郎を意識した不器用な言動でいわゆる「ツンデレ」に変化した。
式神攻撃
“弐式”は、ヤタの回転半径が小さくなって壱式にあった「自機とヤタの間の隙間」がなくなり回転速度も上昇したことで隙が小さくなった反面、攻撃範囲が狭くなり、威力も下がっている。
特殊攻撃
小夜の周囲に光球が発生する演出に変わった。画面全体にダメージを与える点は同じ。
日向玄乃丈
声：家中宏
前作を区切りに裏の世界からは手を引き、前向きに生き始めた青年探偵。大久保で光太郎を共同経営者に迎えH&K探偵事務所を設立する。
式神攻撃
“弐式”は、雷球が後方を含めた玄乃丈の周囲5箇所に配置されるようになる。1発あたりの威力は少し低いが、5発すべてロックすれば壱式の攻撃力を上回る。
ふみこ・オゼット・ヴァンシュタイン
声：百々麻子
前作で関わった男達の中でも光太郎を特に気に入り、彼を夫にするべく画策する。彼に好意を寄せるようになった小夜とライバル関係になり、彼の周囲から邪魔者を排除するという名目で戦いに身を投じる。
式神攻撃
“弐式”は、照準の後方にさらに4つの照準が追尾するようになる。サテライトレーザーの威力はやや低く、爆風も早く消える。
特殊攻撃
爆炎が小型のブラックホールに変化した。性能は変わらない。
金大正
声：樫井笙人
警察から逃げながら「マイト」という人物の指示で光太郎を守るために戦う。ふみこに恋心を抱いている。
式神攻撃
“弐式”は、前方に2本の剣が出現し、レバーで前後に向きを変えることが出来る。“壱式”に比べてリーチがあり、1本あたりの攻撃力は壱式に劣るものの、集中攻撃が出来るため威力が高い。

追加されたキャラクター
前作の5人のキャラクターに加えて3人の新キャラクターが追加された。
ニーギ・ゴージャスブルー
声：矢島晶子
覚醒した速水厚志（青の厚志）の部下で、『GPM』の来須銀河（および『絢爛舞踏祭』のクリサリス・ミルヒ）を探しにこの世界を訪れた。その正体は『高機動幻想ガンパレード・マーチ』に登場した新井木勇美であり、「ニーギ」とは新井木の本来の読みである。ふみこに通ずる能力を持つ。セプテントリオンに襲撃された日向を救った縁で、日向に気に入られている。単独EDでは来須と再会して、一緒に他の世界へ去っていく。
通常攻撃
ニーギ本体と周囲のオプションから正面を攻撃する。オプションの位置はレバー入力で回転する。
式神攻撃“グレーター招き猫”
バリアで敵弾を吸収し、近くの敵を正確に狙った反撃を連射する。
“壱式”はバリアを前方に展開する。バリアは一定時間で消え、反撃は吸収した直後に発射される。“弐式”はレバーを入力した方向にバリアを展開する。バリアは一定弾数を吸収すると消え、反撃はボタンを放すと一斉に発射される。
特殊攻撃“シャーペン乱れ撃ち”
レバーを入れた方向にシャーペンを連射する。この間ニーギは動けない。
ロジャー・サスケ
声：上田祐司
本名ロイ・バウマン。玖珂光太郎のライバルを名乗る忍者オタクのアメリカ人で、実際は玖珂家に居候する幼馴染。正体は各世界を自分たちの都合のいいように改変しようとする組織、セプテントリオンの一員。
前作ではベテラン刑事の「山下浩太郎（通称：山さん）」というふれ込みで正体を隠し、携帯電話で光太郎と日向と金に情報提供をして指示を出していた。ふみこ＆ニーギとは組織ぐるみで敵対関係だが、今回は目的が一致したため一時休戦して共闘する。
通常攻撃
正面のみを攻撃する手裏剣。ハイテンション時は貫通能力がある。
式神攻撃“暗黒舞踏ワガメちゃん”
ボタンを押している間機雷を生成し、放すと放出する。非常に威力が高い。
“壱式”は機雷をレバー方向にばら撒く。“弐式”は機雷がその場に漂う。
特殊攻撃“時空斬”
ロジャーが刀を構えて回転する。攻撃範囲は非常に狭いが、自由に移動できる。また、敵の動きが遅くなる。
ちびふみこ
声：こやまきみこ
隠しキャラクター。ふみこ・オゼット・ヴァンシュタインにカーソルを合わせてレバーを右に2回入力すれば選択可能。若返りの薬（魔法のキャンディ）を使って10歳ぐらいの姿になったふみこだが、自ら正体を伏せていた。味方サイドで最初からそれを知っているのは小夜と日向だけである。金には「ふみこの妹」とごまかして行動していたが、晋太郎に正体を暴露される。
ショットと特殊攻撃は弱くなった反面、式神攻撃は強烈な破壊力を持つ。

敵キャラクター
アララ・クラン
声：田村ゆかり
ステージ1のボス。第一世界からこの世界に召喚された。武器は大鎌で、ゴシック・ロリータを想起させるピンクを基調としたフリルの服と、長いツインテールを特徴とする。ふみことは古い知り合い（宿敵とも）らしく、オゼットと呼ぶ。過去に好みの男の取り合いでふみこに殺され、その魂は「ねじれた城」の番人として囚われている。
『七夜月幻想曲』にも登場している。
アノレゴス・ダンデオン
声：増谷康紀
ステージ2のボス。第四世界の紫の帝国の戦士だった誇り高い青年。武器は無数の盾、褐色の肌と銀髪の美形。
エイジャ兄弟
声 セイ：土屋利秀 ファイ：長嶝高士
ステージ3のボス。第三世界出身のヒゲの巨漢兄弟で兄がセイ、弟がファイ。炎と氷を操る「双頭の心臓」をもつが、互いに触れ合うことが出来ない。武器は共にそれぞれの属性を持った長剣。性格は二人ともかなりの熱血漢で直情型であり、戦闘前後の掛け合いがおかしくなることもある。
堀口ゆかり
声：甲斐田ゆき
ステージ4のボス。第七世界から精神体のまま召喚された女性で、長い金髪に豪奢な青いロングドレス姿を特徴としている。カードを具現化する力を持つ。
なお、本体は入院中の女子高生であり、プレイヤーが勝てば現実世界で目を覚ますのこと。
玖珂晋太郎
声：矢薙直樹
ステージ5のボス。本作のラスボスにして光太郎の実兄。力を追い求め過ぎたが故に、急速に変化していく時を善しとしない世界と同化した存在となった。ワールドオーダー（世界の秩序）と呼ばれる存在で、ふみこ曰く「もっとも新しい神様」。光太郎のことを「コウ」と呼ぶ。

### 前作から追加・変更されたシステム
式神攻撃に“壱式”と“弐式”が選択できるようになった
これはキャラクターごとに性格の違う2つの式神攻撃が用意されたもので、プレイヤーのプレイスタイルに合わせて式神攻撃を選択できるようになった。キャラクター選択後にどちらかを選ぶことができる。
前作から引き続き登場しているキャラクターは、“壱式”が前作に準じた性能となっている。
パワーアップシステムの廃止
攻撃力は一定になりコイン回収によるパワーアップ（およびボムの補充）、ダメージによるパワーダウンがなくなった。
ステージ道中の長さが一定になったことに伴う、制限時間の変更
制限時間があるのはボス戦だけとなり（制限時間切れで前作の永久パターン防止キャラクターが出現し、その後もなおボスを倒さずにしばらく粘るとボスが自爆してボス戦が終了する）、時間の持越しもなくなった。
ステージ道中での早回しは残っているが、ボス戦のみ、画面スクロールが停止して固定画面となる。

### 家庭用に追加されたシステム
ボスアタックモード
PS2版に追加されたモード。一連の中ボス＆敵ボスを全て通していくモード。コンティニューは出来ないが、ノーコンティニューで最後までクリアしないと一切合計スコアが記録されない。
プラクティスモード
一度ノーコンティニューで到達したステージをプレイすることが出来る。ハイスコアは各キャラ、各ステージ毎に記録される。
ストーリーリコレクト
一度見たことのあるデモシーンをまとめて見ることが出来る。
スコアランキング
Xbox版のみ。Xbox Liveを利用してハイスコアを登録し、ランキングを参照することが出来る。玖珂弐式、結城弐式のみ、スコアが低い方がランキングが上に来るという不具合がある。
ギャラリー
イラストギャラリーを閲覧することが出来る。Xbox版の場合は、Xbox Liveからダウンロードすることでより多くのイラストを閲覧できる。
エクストラ オプション
PS2、DC版のみ。敵弾の大きさ、弾速、撃ち返しパターン、TBSレンジを変更することが出来る。
サウンドテスト
DC版のみ。先に発売されたGC、PS2版はコンシューマアレンジBGMが使用されていたのに対してDC版はアーケードオリジナルBGMが使用されている。
DC版は初回限定版のみサウンドトラックCDが付属している。
DC版はACと同じアーキテクチャのハードであるためCS4機種の中で最もAC版に近い移植である。
BGMセレクト
Xbox版,PC版のみ。BGMをアーケードオリジナルとコンシューマアレンジの2種類選択出来る。
リプレイモード
PC版のみ。自分のプレイを記録して再生することが出来る。

### 開発(II)
不慣れな者でもシューティングゲームとして遊びやすくするため、パワーアップ（およびパワーダウン）アイテムを廃止したり、イージーモードを導入するなどの施策が組まれた。また、キャラクター同士の関係性をわかりやすくするために「2人同時プレイ」でのデモが用意された。須田は2021年のインタビューの中で、二人同時プレイだからセリフが掛け算で増えることを知りつつもそのまま導入を進めたことを明かしている。
新キャラクターのうち、ニーギ・ゴージャスブルーは別のキャラクターになる予定だったが、設定担当者がいきなりニーギの設定を須田に渡したことで導入に至った。猫を用いた敵弾反射攻撃は須田の冗談がきっかけで導入された。ロジャー・サスケは須田が「外国人による勘違い日本」を個人的に気に入っていたため、そのような感覚を持ったキャラクターとして生み出された。また、隠しキャラクターであるちびふみ子は、前作『式神の城』のアンソロジーコミックを初出とするキャラクターであり、開発後期に隠しキャラクターの入れ忘れが判明したため急遽導入された経緯を持つ。
ゲームキューブへの移植
ゲームキューブへの移植に際してはハード差を埋めることに重きが置かれた。また、ゲームキューブ版ではイージーモードとは別にオプションでの難易度調整機能も用意された。
SteamおよびNintendo Switchへの移植
前作がSteamで移植されたことに加え、ユーザからの要望もあったことから『式神の城II』もSteamへの移植が決まり、家庭用ゲーム機ユーザへの配慮からNintendo Switchにも移植されることとなった。同バージョンでディレクターを務めた永木映彦はファミ通とのインタビューの中で、オリジナル版のソースコードをそのまま移植する形で実装しているため、そのような意味では並行して作業しやすかったと話しており、Steam版の追加要素や改善点をそのままNintendo Switchに落とし込めたのが楽だったと振り返っている。もっとも、実行環境といった他の問題で差が出てきてしまう分チェック作業が生じるため、Steam版とNintendo Switch版の発売時期が異なるのはそれに由来する。
新要素として、アレンジモードに相当する「ニューエントリーモード」が導入された。このモードはオリジナル版をクリア済みのプレイヤーが次に挑戦するステージというコンセプトが立てられていることから、全ステージの敵の配置がアーケード版と異なることに加え、難易度も跳ね上げられた。また、このモードを開発中ステージエディタに特定のステージのデータを保存し忘れるというトラブルが発生しており、出力済みのデータを基にステージを復元した。

## 式神の城 七夜月幻想曲
『式神の城 七夜月幻想曲』（ななよづきげんそうきょく）は2005年8月18日に発売されたPlayStation 2用ソフトで、シリーズ初のアドベンチャーゲームである。『式神の城II』と『式神の城III』の間を繋ぐ物語であり、『II』での戦いから半年たった東京が舞台となる。また、本作では『III』に登場するカガチと城島月子の初登場作品となる。
シナリオパートと戦闘モードに分かれており、シナリオパートでは一般的なギャルゲー同様、結城小夜、城島月子のどちらかのルートを選び、選択肢を介してシナリオを進める。戦闘アクションでは従来通りのシューティング形式で戦う。ただし光太郎が晋太郎との戦いでザサエさんを失ったという設定のため、式神攻撃は使う事が出来ず、式神ボタンが「各キャラクターの援護攻撃」に変更されている。またコンティニューの度にライフやボム数が増えると共に敵が弱体化して難易度が低下する。
アドベンチャーらしくルート分岐が存在するが、最終的には「月子寄りに行動する」「小夜寄りに行動する」のいずれかに分かれる。月子寄りに行動すると、ラストの『城』で堀口ゆかりと対戦しラスボスは小夜になる。反対に小夜寄りに行動するとアララ・クランと対戦しラスボスは月子となる。この一戦は戦う前の敵からの問いかけによって(ゆかりとクランの場合のみ戦闘を回避したり)相手の体力や弾数が減ったり、ボムが増えたりショットが強くなったりと自機を有利にする事が出来るが、いずれのルートも答え方を間違えると敵が強くなる。シナリオ上、月子ルート、小夜ルートいずれのエンディングもバッドエンディング的な扱いであり、真エンディングは2人のエンディングを見てから初めて到達できるようになる構成となっている。そのため完全なクリアを目指すなら最低でも三周は必要。また、真エンドに向けた再プレイを促すメッセンジャーとして、『III』に登場する伊勢薙乃が各エンディング後のメッセージ画面にシルエットのみ先行出演している（彼女のセリフ中にのみ、霧島麗華の名前も登場する）。
この作品では、キャラクター設定上の理由で小夜の声が川澄綾子、ふみこの声が田中敦子、堀口ゆかりの声が新谷良子に変更された。なお、これらのキャストは次回作である『III』にも続投しているが、ゆかりのみ厳密には別人として扱われている。

## 式神の城III
『式神の城III』は2006年にアーケードに登場した。この作品の開発はアルファシステムと、かつて「サイヴァリア2」などを製作した韓国の会社スコーネックが共同で行っている)。キャラクターデザインについては変更が加えられている。
前作と同様にサイバーフロントからPC版が発売され、2007年12月13日にアークシステムワークスからWiiとXbox 360の家庭用ゲーム機で発売された(当初はPS2での販売も予定していた)。

### 主要登場人物
前作（『II』）から続けて登場するキャラクター
玖珂光太郎・結城小夜
声：岸尾大輔（現：岸尾だいすけ）・川澄綾子
小夜が『II』の晋太郎との戦いの際に光太郎の式神ザサエさんと融合したため（ファミ通文庫版および漫画版参照）、今回は2人で1キャラクターとして登場。性能は前作の光太郎とほぼ同じ。
日向玄乃丈
声：家中宏
ふみこ・オゼット・ヴァンシュタイン
声：田中敦子
今作で「他人の男を奪い、蹂躙する事」が趣味である事が明かされた。回を重ねるごとに動機が不純なものになり、今回の参戦目的は月子の排除である。
式神攻撃の弐式が、ロックオンした敵に自動追尾する稲妻を放つ「魔術　駆ける稲妻」に変更されている。
ロジャー・サスケ
声：うえだゆうじ
使役する式神が歌の月奏に変更されたが、性能は前作とほぼ同じ。

追加されたキャラクター
エミリオ・スタンベルク
声：南央美
アルカランドの貴族である10歳の少年。祖国の伝統を重んじる国粋主義者であり、異国からの介入に唾棄しており、祖国を脅かす事件の解決に単身挑もうとする。
“食らうもの”という様々な形に変形する悪魔（＝式神）を使う。
バトゥ・ハライ
声：小杉十郎太
家族を亡くしたエクソシスト。雇い主のエミリオに辟易している。伸びる十字槍を持つ傭兵。
金美姫（キム ミーヒ）
声：朴璐美
韓国人の女医で、金大正の従妹。触れると絶対死ぬと言われる小刻みに震える毒を仕込んだ左手を持つ為に、メスを持つとその震えが露骨になる。その為に患者からは「殺される」と恐れられ、確かな腕を持ちながらも「ヤブ医者」のレッテルを貼られている。
通常攻撃は金大正と違い、左右から出る大きな弾が誘導弾ではなくなっている。式神攻撃はほぼ同じだが、特殊攻撃が変更されている。全体的に『2』の金大正よりも火力が低下している。
霧島零香（きりしま れいか）
声：豊口めぐみ
31世紀に本拠地を置く時間犯罪捜査組織「歴史保安警察」所属のF級時間捜査官。17歳。タイムジャンプ能力を持ち、1888年から2145年までの範囲ならば移動できる。勘違いから“世界の謎”を解いた。上司の命令に基づき、光太郎と小夜の仲を引き裂くために時間を遡ってやってきたらしい。
様々な時代を渡り歩いているため本作のボスにまつわる情報を知り尽くしているが、ゆえに行く先々で出会うボスたちから恐れられ、「時間犯罪者」呼ばわりされている。
伊勢薙乃とは友人同士の間柄であり、本作の前日談に当たる『七夜月幻想曲』における各ルートエンディング到達後の周回ループは『伊勢薙乃からの依頼に基づき、彼女の能力で時を巻き戻している』という設定になっている。
ゲームの発売元であるタイトーのLDゲーム『タイムギャル』の主人公・レイカのパロディキャラクター。
原作における特殊能力『タイムストップ』が特殊攻撃として取り入れられており、発動させると、敵（ボスも含む）・敵弾・さらにはボス戦時の残りタイムまで停止する。
キャラクターの詳細は小説『式神の城III ワールドタイム・トラベラーズ』に詳しい。
伊勢薙乃（いせ なぎの）
声：釘宮理恵
言霊使いである9歳の少女。式神はザ・ストライダー兎神。バブルン（ゲーム『バブルボブル』・『パズルボブル』のキャラクター）のリュックをしょっている。通常攻撃は前作の小夜、式神攻撃と特殊攻撃は前作のニーギとほぼ同じ性能。
本名を芝村未来といい、青の未来にして炎の王女。魔王と電子の巫女王（高機動幻想ガンパレード・マーチの速水厚志と芝村舞）の間に生まれた呪われた嬰児。父に激しい憎悪を抱いており、殺したいと思っている。パートナーの選択によって口調と性格が変わる。
ミュンヒハウゼン45世
声：清川元夢
隠しキャラクター。ふみこの執事。『式神の城』で登場した、ミュンヒハウゼン44世の息子（見分けるには髪の巻き具合が甘いなど）であり、見た目より若い。そのせいか、感情が高ぶると暴言を吐く。
また、密かに女装(?)趣味がある。ふみこの執事になる前は、サンダーバードと呼ばれる悪魔（＝式神）だったらしい。
特殊攻撃の手段を持たない（特殊攻撃ボタンは高速移動に用いる）ため、ボムストックはハイテンションMAXの発動にしか使えない。

敵キャラクター
堀口ゆかりVer.2
声：新谷良子
ステージ1のボス。前作にも登場した堀口ゆかりの別の姿（この世界のゆかり）で、本名は堂本ゆかり。普段は花屋でバイトしている為、花使いとして登場する。
壬生谷志功
声：菅原正志
ステージ2のボス。40歳。壬生谷一族の1人である鴉天狗で、小夜の養父にあたる。
自由なる風の人
声：榊原良子
ステージ3のボス。『式神1』の隠しキャラクター???によく似た外見を持つ女性（別人）。彼女もまた聖銃を有す。ふみこの育ての母。
カガチ
声：立木文彦
ステージ4のボス。日向の同類で、普段は狼の姿をしていて月子に従う。密かに女装（?）趣味があるらしく、ロジャー&ミュンヒハウゼンのデモ時には、ノリノリで女装に加わってくれた。
城島月子
声：能登麻美子
ステージ5のボスで今作のラスボス。光太郎の義妹兼許婚だが、今作に登場する月子は本物ではなく、今回の事件の親玉が生み出した悪夢の一部である。

### 追加・変更されたシステム
ハイテンションMAX
特殊攻撃を一つ消費して発動するシステム。発動時に僅かに無敵時間がある。一定時間画面上部の端に赤ゲージが表示され、これが無くなるまで「T.B.Sの判定が常に8倍（≒常にハイテンションショット状態）」「コインの出現量が1.5倍」となる。

### 家庭用ゲーム機向けに加わった要素
ドラマティックチェンジモード
2人のキャラクターをプレイヤーキャラとして選択、チェンジボタンで任意に切り替えることのできるモード。これによりアーケード版やPC版と違い、2人同時プレイでのストーリーや会話を1人プレイでも楽しめるようになった。
ギャラリーモード
様々なイラストを閲覧できるモード。
ミュンヒハウゼン関連
アーケード版では隠しキャラだったミュンヒハウゼンが最初から使用可能になり、またアーケード版では不可能だった、ふみことミュンヒハウゼンの協力プレイが可能になり、それに伴い2人の協力プレイのストーリーも追加された。ふみことミュンヒハウゼンが協力プレイを行い、ミュンヒハウゼンの式神タイプが壱式の場合、本来なら式神攻撃使用中に表示されるふみこの顔グラフィックが、ふみこのコスプレをした猫型の動物に変更されている。
スコアランキング
Xbox 360版のみの要素。Xbox Liveを利用してのスコアランキング。ただしランキングに登録されるためには難易度ノーマルでノーコンティニューでクリアしなければならない。なお、ランキングの登録や閲覧は無料のシルバーメンバーシップでも可能。
実績・ゲーマースコア
Xbox 360版のみの要素。同じくXbox Liveの機能によるゲームのやりこみ度合いを示す目標・指標。獲得したからといってゲームの進行が有利になったりはしないが、オンラインランキングと違い、実績の解除にオプション設定の制約は受けない。

## 小説
O.V.E.R.S. ver 0.81,Paradise Typhoon以外はすべて、イラストは誉が担当。
- 式神の城 O.V.E.R.S. ver 0.81（ファミ通文庫・海法紀光）
- 式神の城 Gunsmoke Witch（ファミ通文庫・海法紀光）
- 式神の城II 玖珂家の秘密（電撃ゲーム文庫・芝村庸吏）
- 式神の城II 陽の巻（ファミ通文庫・海法紀光）
- 式神の城II 陰の巻（ファミ通文庫・海法紀光）
- 式神の城II Paradise Typhoon（ファミ通文庫・海法紀光）
- 式神の城III ワールドタイム・トラベラーズ（ファミ通文庫・海法紀光）
- 式神の城III 石神迷路の解（電撃ゲーム文庫・明神真琴）

## 漫画
講談社の『月刊マガジンZ』に連載（脚本：是空とおる 作画：たかなぎ優名）。2部構成で全11巻となる。
式神の城
ゲーム第1作目『式神の城』のコミカライズ。全3巻。
1. ISBN 406349165X
2. ISBN 406349182X
3. ISBN 4063491943

式神の城 ねじれた城編
ゲーム第2作目『式神の城II』のコミカライズ。全8巻。
ゲームには無かったシナリオ等が追加・変更されているため、後の作品に初登場する人物や設定が一部先行して登場している。
また一部のキャラクターが、途中で『式神の城III』の服装や、このためにデザインされた服装に変わったりする。
1. ISBN 4063492044
2. ISBN 4063492230
3. ISBN 4063492354
4. ISBN 4063492494
5. ISBN 4063492788
6. ISBN 4063493024
7. ISBN 4063493164
8. ISBN 4063493342

各巻巻末にはあとがきと単語辞典、アルファ・システムからのコメントや応援イラストなどが収録されている。